# ستيفن أليسون
ستيفن أليسون (بالإنجليزية: Stephen Allison)‏ هو سياسي أمريكي، ولد في 29 مارس 1971. حزبياً، نشط في الحزب الجمهوري. وقد انتخب عضو مجلس نواب جورجيا.